# Wadsworth (Nevada)
Wadsworth is een plaats (census-designated place) in de Amerikaanse staat Nevada, en valt bestuurlijk gezien onder Washoe County.

## Demografie
Bij de volkstelling in 2000 werd het aantal inwoners vastgesteld op 881.

## Geografie
Volgens het United States Census Bureau beslaat de plaats een oppervlakte van 9,6 km², geheel bestaande uit land. Wadsworth ligt op ongeveer 1268 m boven zeeniveau.

## Plaatsen in de nabije omgeving
De onderstaande figuur toont nabijgelegen plaatsen in een straal van 36 km rond Wadsworth.